# Matohanci
Matohanci – wieś w Chorwacji, w żupanii istryjskiej, w gminie Kanfanar. W 2011 roku liczyła 87 mieszkańców.